# Corrupção no Lesoto
A corrupção no Lesoto sempre foi um problema desde a época em que o país era um protetorado britânico em seus primeiros anos. No entanto, a situação apenas piorou e se enraizou ainda mais nos sistemas político e econômico da nação por volta das décadas de 1980 e 1990. O Rei Moshoeshoe II (1938–1996) governou durante uma era de corrupção e nepotismo generalizados, com denúncias de apropriação indevida de fundos estatais e concessão de contratos governamentais a amigos. No entanto, ao adotar a democracia multipartidária na década de 1990, a nação conseguiu enfrentar alguns problemas que existiam antes desse período. Entre os suspeitos de desviar verbas destinadas a projetos de desenvolvimento sob o governo de Ntsu Mokhehle (1993–1998), houve acusações de corrupção relacionadas à sua administração. Ao mesmo tempo, o mandato do Primeiro-Ministro Pakalitha Mosisili (1998–2012) também é lembrado por diversas práticas corruptas graves, como suborno relacionado ao Lesotho Highlands Water Project, que se tornou uma questão controversa. Sob o Primeiro-Ministro Thomas Thabane (2017–2020), a corrupção permaneceu como um dos maiores desafios do Lesoto; consequentemente, seu governo enfrentou muitos casos de uso indevido de verbas, incluindo o desvio de dinheiro destinado ao auxílio da COVID-19, o que reflete bem essa realidade.
A Direção Anticorrupção e de Delitos Econômicos (DCEO) do Lesoto, sua agência anticorrupção, enfrenta a falta de recursos, interferência política e corrupção dentro da própria agência, o que dificulta a investigação e a acusação eficazes de casos de corrupção. A situação da corrupção no Lesoto é agravada por instituições ineficazes e recusa em combatê-la, transparência e responsabilização limitadas no governo e nas instituições públicas, ausência de mecanismos de proteção a denunciantes e de participação pública, nepotismo e clientelismo generalizados, acesso restrito à informação e liberdade de imprensa limitada. As medidas adotadas para combater a corrupção no Lesoto incluem a criação da DCEO e de um Tribunal Anticorrupção, implementação de legislação pertinente às políticas anticorrupção, apoio internacional de entidades como a ONU e o African Development Bank (ADB), além de movimentos da sociedade civil, incluindo campanhas de conscientização.

## História

### Era colonial (1868–1966)

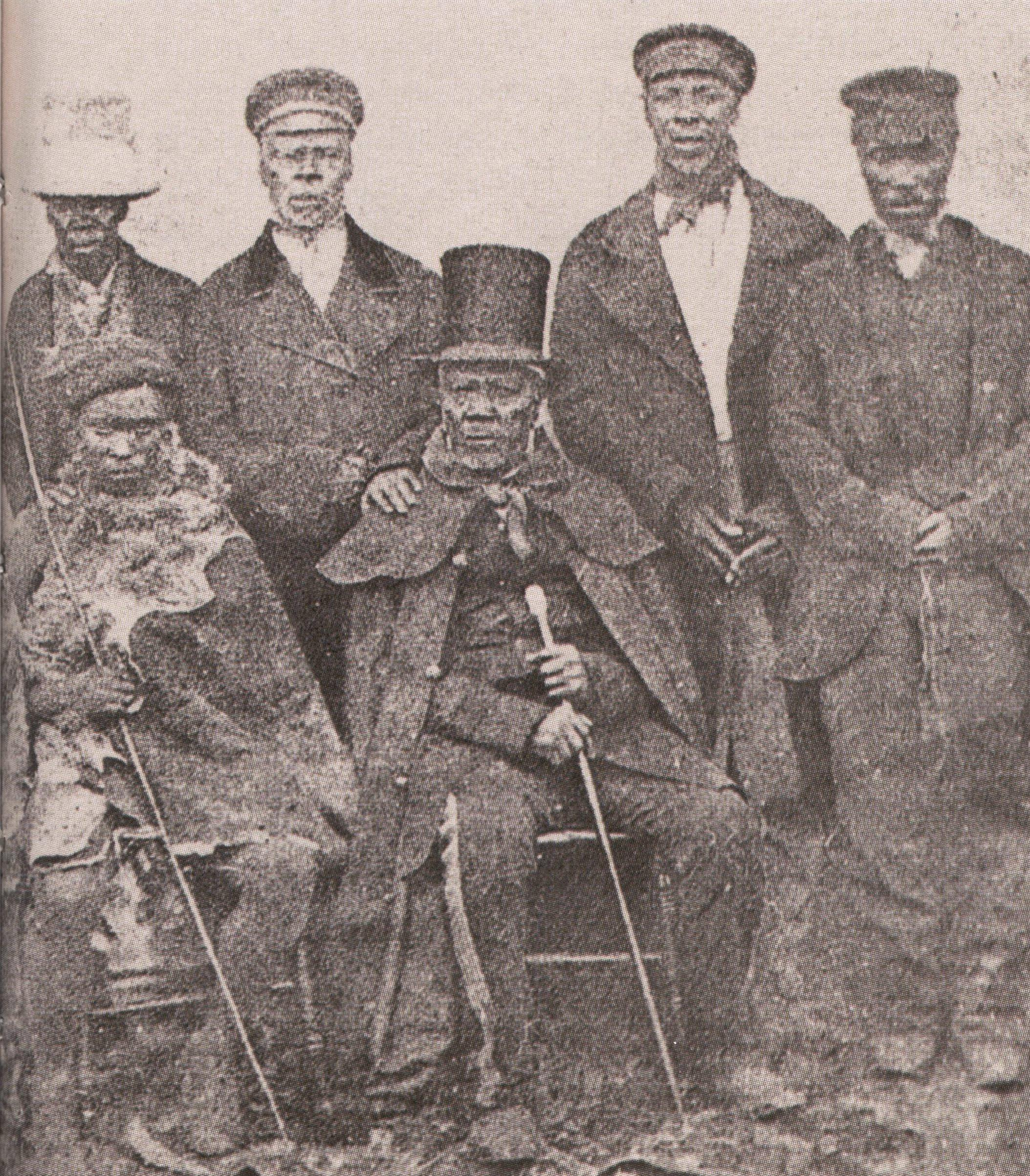
Rei Moshoeshoe dos Basotho com seus ministros

A corrupção durante os tempos coloniais do Lesoto (1868–1966) era generalizada e enraizada na administração colonial. As autoridades coloniais britânicas exploraram os recursos e o povo do Lesoto, perpetuando a corrupção e o abuso de poder. Funcionários coloniais desviavam fundos destinados a projetos de desenvolvimento, utilizando-os para ganho pessoal. Eles tomavam terras dos Basotho frequentemente sem compensação e as alocavam para colonos e simpatizantes coloniais.
Homens basotho eram forçados a trabalhar em minas e fazendas, muitas vezes sob condições severas e sem pagamento justo. Funcionários coloniais aceitavam subornos e favoreciam amigos e familiares na concessão de contratos e empregos. A administração colonial perpetuava a segregação racial e a discriminação, negando ao povo basotho acesso igualitário à educação, saúde e oportunidades econômicas.
Funcionários coloniais exerciam poder significativo, frequentemente utilizando-o para explorar e intimidar a população local. Eles colaboravam com líderes tradicionais corruptos, que se enriqueciam por meio de atividades ilegais. Essa corrupção e exploração dificultaram o desenvolvimento econômico e social do Lesoto, perpetuando a pobreza e a desigualdade. O legado da corrupção colonial continua a impactar o Lesoto até hoje.

## Pós-independência

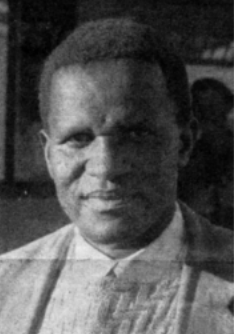
Ntsu Mokhehle, líder do Partido do Congresso do Basutolândia e primeiro-ministro do Lesoto

Desde 1966 até o presente, a corrupção tem sido prevalente nos anos pós-independência do Lesoto. Isso tem dificultado seu progresso e os pilares da governança. O uso indevido de fundos destinados a vários projetos por administradores e políticos tem sido uma prática comum. Eles então colocam o dinheiro em seus próprios bolsos em vez de usá-lo para o propósito a que se destinava. Líderes também têm recorrido à concessão de licitações a seus parentes ou amigos que não possuem as qualificações necessárias, apenas porque querem ajudá-los financeiramente, bem como empregá-los no setor público. Funcionários têm exigido subornos de empresas e membros da comunidade para facilitar o processamento mais rápido de licenças e outros documentos legais de que essas pessoas precisam para poder operar livremente.
Isso tem sido um obstáculo ao crescimento econômico do Lesoto, fazendo com que o país fique para trás em termos de oportunidades iguais no setor de desenvolvimento e deteriorando ainda mais a já frágil confiança no governo e nas instituições. Da mesma forma, outro efeito de longo alcance tem sido a distorção da justiça, a manutenção da carência contínua entre seu povo e o comprometimento de sua boa reputação global.

## Classificação internacional
No Índice de Percepção da Corrupção de 2024 da Transparência Internacional, o Lesoto obteve 37 pontos em uma escala de 0 ("altamente corrupto") a 100 ("muito limpo"). Quando classificado por pontuação, o Lesoto ficou em 99º lugar entre os 180 países do Índice, sendo que o país classificado em primeiro lugar é percebido como tendo o setor público mais honesto. Para comparação com pontuações regionais, a pontuação média entre os países da África Subsaariana  foi de 33. A maior pontuação na África Subsaariana foi 72 e a menor foi 8. Para comparação global, a melhor pontuação foi 90 (1º lugar), a pontuação média foi 43, e a pior foi 8 (180º lugar).